# حسینقلی نواب
حسینقلی نواب (۱۲۴۰ شیراز - بهمن ۱۳۲۴ تهران) دیپلمات و سیاستمدار دوران قاجار و پهلوی بود.
پدرش محمدعلی خان وکیل‌الدوله از مالکان بزرگ فارس  و اصالتاً مازندرانی بود. نسبش به محمدرضا خان مازندرانی می‌رسید که در زمان شاه تهماسب صفوی پس از پناهنده شدن همایون پادشاه هند به ایران، به امر شاه مأمور کمک به او شد و با او به هند رفت و در برابر کمکی که به همایون کرده بود، ثروت و مکنت فراوانی به دست آورد و عنوان نواب گرفت. 
حسینقلی پس از تحصیلات مقدماتی در تهران به هندوستان رفت و مقدماتی از علوم دیپلماسی را در آنجا فراگرفت. سپس به پاریس و لندن سفر کرد و در بیست سالگی به ایران بازگشت. ابتدا در بانک شرقی انگلیس در تهران مشغول به کار شد (بانک شاهی انگلیس بعدها این بانک را خرید) و به مدیریت این بانک رسید. سپس به توصیه عمویش حسنعلی خان که مستشار و همه کاره سفارت انگلیس بود، در وزارت خارجه استخدام شد.  حسینقلی خان با داشتن گذرنامه انگلیسی در زمان سفارت علاء‌السلطنه ابتدا به مترجمی و سپس به سمت نیابت سفارت ایران در لندن تعیین شد اما در سال ۱۳۰۸ قمری (۱۲۷۰ خورشیدی) که امتیاز تنباکو به شرکت انگلیسی رژی داده شد، نواب به استخدام آن شرکت درآمد و به ایران بازگشت و تقریبا نماینده تام‌الاختیار شرکت در فارس و جنوب کشور شد.  با لغو امتیاز رژی، نواب مجدداً به عضویت وزارت امورخارجه درآمد و بار دیگر به لندن رفت. در سال ۱۲۸۴ خورشیدی که علاء‌السلطنه وزیر امورخارجه شد، حسینقلی خان با او به تهران رفت و در وزارت خارجه، رئیس اداره دول غیر همجوار شد. 
نواب در جریان انقلاب مشروطه فعالیتی آشکار و نهان داشت و رابط سفارت انگلیس با تجار و اصناف بود.  در سال دوم تشکیل مجلس شورای ملی برای پر کردن یکی از کرسیهای خالی تهران به نمایندگی انتخاب شد (تصویب اعتبارنامه: نوزدهم بهمن ۱۲۸۶). پس از به توپ بستن مجلس در سال بعد و در جریان استبداد صغیر به عضویت «کمیته سری» درآمد که فراماسونهای ایران اداره می‌کردند.  پس از فتح تهران و پایان استبداد صغیر، در «کمیسیون عالی» و «هیئت مدیره»ی مجلس عالی (۱۲۸۸) از افراد فعال و کارساز بود  و به دومین دوره مجلس شورای ملی راه یافت. در مجلس عضو فراکسیون دموکرات بود. در نیمه عمر این مجلس، در سوم امرداد ۱۲۸۹ مستوفی الممالک نخست وزیر شد و بیشتر اعضای دولت خود را از دموکراتها انتخاب کرد. نواب را هم به وزارت امورخارجه برگزید اما چون گذرنامه انگلیسی داشت، دولت روسیه با انتخابش مخالفت و اعتراض کرد که در نتیجه ناچار شد ترک تابعیت انگلیس کند.  عمر وزارت نواب کوتاه بود و جای خود را به محتشم‌السلطنه اسفندیاری داد. 
نواب در اواخر دوره سوم به نمایندگی از تهران وارد مجلس شد. با پیشروی ارتش روسیه بسوی تهران در جریان جنگ جهانی اول، مجلس تعطیل شد. او با کمک سید حسن تقی‌زاده وزیرمختار ایران در برلن شد. با این انتصاب، همه کارها به نفع «کمیته نجات دهنده ایران» انجام شد که تقی‌زاده در رأس کمیته تشکیلات ایرانی آن بود. نواب هشت سال در سمت وزیرمختاری ایران در برلن باقی بود. در این دوران به کار بورس پرداخت ولی با سقوط پول آلمان و نزول سهام بورس برلن، آنچه جمع کرده بود، از دست داد و از غصه شبیه دیوانه‌ها شد. پلیس او را در میتر گاتن (باغ عمومی) برلن در حالی دستگیر کرد که نیمه عریان می‌گشت. او را به بیمارستان هارتس بردند و ماه‌ها بستری بود.
در دوره چهارم به نمایندگی مجلس شورای ملی از تهران انتخاب شد اما نپذیرفت و در برلن ماند. در سال ۱۳۰۲ به تهران احضار و به ریاست بانک ایران منصوب شد که همان بانک استقراضی روسیه بود که پس از برپایی اتحاد شوروی، به مالکیت دولت ایران واگذار شده بود. در سال ۱۳۰۹ سید حسن تقی زاده که وزیرمالیه شده بود، نواب را به ریاست هیئت نظار بانک ملی گمارد. او به بیلان جعلی بانک ملی پی برد و در این تحقیقات، دامن تیمورتاش نیز آلوده و پرونده‌ای برای او تشکیل شد. ابتدا تیمورتاش و سپس دکتر لیندنبلات رئیس آلمانی بانک ملی، محاکمه و محکوم شدند.
انتخابات دوره هشتم مجلس شورای ملی در شیراز دیرتر از دیگر نقاط کشور برگزار شد و نواب در فروردین ۱۳۱۰ به نمایندگی این شهر انتخاب شد و بار دیگر به مجلس رفت. 
حسینقلی خان نواب یکی از دو نفری بود که در انتخاب رضا خان و معرفی او به انگلیس ها برای کاندیداتوری شاه بعدی ایران نقش مستقیم و بسزا داشت. به دلیل روابطی که با انگلیسی ها در ایران داشت، او به عنوان مسوول انتخاب یک فرد قاطع و قلدر از میان ارتشی ها انتخاب شد. مورگان شوستر در کتاب «اختناق ایران» از او به عنوان فردی وطن پرست یاد می کند.

## پیوند به بیرون

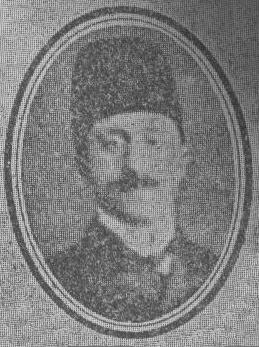
حسینقلی نواب در جوانی